# Comuna Velîkopole, Iavoriv
Velîkopole (în ucraineană Великополе) este o comună în raionul Iavoriv, regiunea Liov, Ucraina, formată din satele Zatoka și Velîkopole (reședința).

## Demografie
Componența lingvistică a comunei Velîkopole
     Ucraineană (99,81%)
     Alte limbi (0,19%)
Conform recensământului din 2001, majoritatea populației comunei Velîkopole era vorbitoare de ucraineană (99,81%), existând în minoritate și vorbitori de alte limbi.